# Świerże-Kolonia (województwo lubelskie)
Świerże-Kolonia – kolonia w Polsce położona w województwie lubelskim, w powiecie chełmskim, w gminie Dorohusk.
W latach 1975–1998 miejscowość administracyjnie należała do województwa chełmskiego. 
Kolonia wchodzi w skład sołectwa Teosin, Świerże-Kolonia. Według Narodowego Spisu Powszechnego (III 2011 r.) liczyła 18 mieszkańców i była 31. co do wielkości miejscowością gminy Dorohusk.
Wierni Kościoła rzymskokatolickiego należą do parafii Świętych Apostołów Piotra i Pawła w Świerżach.